# 서울 양천구의 국회의원

## 행정구역 변천
- 1988년 1월 1일 강서구 목동·신월동·신정동에 서울특별시 양천구 설치

## 서울 양천구의 역대 국회의원 일람
| 대수   | 이름           | 소속정당       | 임기                              | 선거구역                                                                                            |
| ------ | -------------- | -------------- | --------------------------------- | --------------------------------------------------------------------------------------------------- |
| 제13대 | 양성우(梁性右) | 평화민주당     | 1988년 5월 30일 - 1992년 5월 29일 | 양천구 갑: 목1동, 목2동, 목3동, 목4동, 신정1동, 신정2동                                             |
| 제13대 | 김영배(金令培) | 평화민주당     | 1988년 5월 30일 - 1992년 5월 29일 | 양천구 을: 신월1동, 신월2동, 신월3동, 신월4동, 신월5동, 신월6동, 신정3동, 신정4동, 신정5동          |
| 제14대 | 박범진(朴範珍) | 민주자유당     | 1992년 5월 30일 - 1996년 5월 29일 | 양천구 갑: 목1동, 목2동, 목3동, 목4동, 목5동, 목6동, 신정1동, 신정2동, 신정6동, 신정7동             |
| 제14대 | 김영배(金令培) | 민주당         | 1992년 5월 30일 - 1996년 5월 29일 | 양천구 을: 신월1동, 신월2동, 신월3동, 신월4동, 신월5동, 신월6동, 신월7동, 신정3동, 신정4동, 신정5동 |
| 제15대 | 박범진(朴範珍) | 신한국당       | 1996년 5월 30일 - 2000년 5월 29일 | 양천구 갑: 목1동, 목2동, 목3동, 목4동, 목5동, 목6동, 신정1동, 신정2동, 신정6동, 신정7동             |
| 제15대 | 김영배(金令培) | 새정치국민회의 | 1996년 5월 30일 - 2000년 5월 29일 | 양천구 을: 신월1동, 신월2동, 신월3동, 신월4동, 신월5동, 신월6동, 신월7동, 신정3동, 신정4동, 신정5동 |
| 제16대 | 원희룡(元喜龍) | 한나라당       | 2000년 5월 30일 - 2004년 5월 29일 | 양천구 갑: 목1동, 목2동, 목3동, 목4동, 목5동, 목6동, 신정1동, 신정2동, 신정6동, 신정7동             |
| 제16대 | 김영배(金令培) | 새천년민주당   | 2000년 5월 30일 - 2003년 3월 26일 | 양천구 을: 신월1동, 신월2동, 신월3동, 신월4동, 신월5동, 신월6동, 신월7동, 신정3동, 신정4동, 신정5동 |
| 제16대 | 오경훈(吳慶勳) | 한나라당       | 2003년 4월 25일 - 2004년 5월 29일 | 양천구 을: 신월1동, 신월2동, 신월3동, 신월4동, 신월5동, 신월6동, 신월7동, 신정3동, 신정4동, 신정5동 |
| 제17대 | 원희룡(元喜龍) | 한나라당       | 2004년 5월 30일 - 2008년 5월 29일 | 양천구 갑: 목1동, 목2동, 목3동, 목4동, 목5동, 목6동, 신정1동, 신정2동, 신정6동, 신정7동             |
| 제17대 | 김낙순(金洛淳) | 열린우리당     | 2004년 5월 30일 - 2008년 5월 29일 | 양천구 을: 신월1동, 신월2동, 신월3동, 신월4동, 신월5동, 신월6동, 신월7동, 신정3동, 신정4동, 신정5동 |
| 제18대 | 원희룡(元喜龍) | 한나라당       | 2008년 5월 30일 - 2012년 5월 29일 | 양천구 갑: 목1동, 목2동, 목3동, 목4동, 목5동, 목6동, 신정1동, 신정2동, 신정6동, 신정7동             |
| 제18대 | 김용태(金容兌) | 한나라당       | 2008년 5월 30일 - 2012년 5월 29일 | 양천구 을: 신월1동, 신월2동, 신월3동, 신월4동, 신월5동, 신월6동, 신월7동, 신정3동, 신정4동, 신정5동 |
| 제19대 | 길정우(吉炡宇) | 새누리당       | 2012년 5월 30일 - 2016년 5월 29일 | 양천구 갑: 목1동, 목2동, 목3동, 목4동, 목5동, 신정1동, 신정2동, 신정6동, 신정7동                    |
| 제19대 | 김용태(金容兌) | 새누리당       | 2012년 5월 30일 - 2016년 5월 29일 | 양천구 을: 신월1동, 신월2동, 신월3동, 신월4동, 신월5동, 신월6동, 신월7동, 신정3동, 신정4동          |
| 제20대 | 황희(黃熙)     | 더불어민주당   | 2016년 5월 30일 - 2020년 5월 29일 | 양천구 갑: 목1동, 목2동, 목3동, 목4동, 목5동, 신정1동, 신정2동, 신정6동, 신정7동                    |
| 제20대 | 김용태(金容兌) | 새누리당       | 2016년 5월 30일 - 2020년 5월 29일 | 양천구 을: 신월1동, 신월2동, 신월3동, 신월4동, 신월5동, 신월6동, 신월7동, 신정3동, 신정4동          |
| 제21대 | 황희(黃熙)     | 더불어민주당   | 2020년 5월 30일 - 2024년 5월 29일 | 양천구 갑: 목1동, 목2동, 목3동, 목4동, 목5동, 신정1동, 신정2동, 신정6동, 신정7동                    |
| 제21대 | 이용선(李庸瑄) | 더불어민주당   | 2020년 5월 30일 - 2024년 5월 29일 | 양천구 을: 신월1동, 신월2동, 신월3동, 신월4동, 신월5동, 신월6동, 신월7동, 신정3동, 신정4동          |
| 제22대 | 황희(黃熙)     | 더불어민주당   | 2024년 5월 30일 -                 | 양천구 갑: 목1동, 목2동, 목3동, 목4동, 목5동, 신정1동, 신정2동, 신정6동, 신정7동                    |
| 제22대 | 이용선(李庸瑄) | 더불어민주당   | 2024년 5월 30일 -                 | 양천구 을: 신월1동, 신월2동, 신월3동, 신월4동, 신월5동, 신월6동, 신월7동, 신정3동, 신정4동          |

## 같이 보기
- 양천구 갑
- 양천구 을
- 서울 강서구의 국회의원
- 서울 구로구의 국회의원
- 서울 영등포구의 국회의원